# Liste der Baudenkmäler in Riem
Auf dieser Seite sind die Baudenkmäler im Münchner Stadtteil Riem im Stadtbezirk 15 Trudering-Riem aufgelistet. Zu diesen Baudenkmälern gibt es auch eine Bildersammlung und ein Fotoalbum mit ausgewählten Bildern.
Diese Liste ist Teil der Liste der Baudenkmäler in München. Grundlage ist die Bayerische Denkmalliste, die auf Basis des bayerischen Denkmalschutzgesetzes vom 1. Oktober 1973 erstmals erstellt wurde und seither durch das Bayerische Landesamt für Denkmalpflege geführt und aktualisiert wird. Die folgenden Angaben ersetzen nicht die rechtsverbindliche Auskunft der Denkmalschutzbehörde.

## Einzelbauwerke
| Lage                                                                         | Objekt                                                                                | Beschreibung | Akten-Nr.       | Bild                                 |
| ---------------------------------------------------------------------------- | ------------------------------------------------------------------------------------- | --- | --------------- | ------------------------------------ |
| Am Mitterfeld 68 (Standort)                                                  | Leichenhaus des städtischen Friedhofs Riem                                            | erdgeschossiges Walmdachbau mit Mittelrisalit und Turmaufsatz, um 1920/30 | D-1-62-000-307  | weitere Bilder                       |
| Graf-Lehndorff-Straße 36 (Standort)                                          | Galopprennbahn des Rennvereins München, mit Resten der ursprünglichen Anlage von 1897 | Vereins- mit Waaghaus, erd- bzw. zweigeschossiger holzverschalter Gruppenbau mit Walm- und Schopfwalmdächern, 1897; Sattelboxen, offene Boxen unter Walmdach mit Schopfwalmdachgaube, 1897 | D-1-62-000-2259 | weitere Bilder                       |
| Landshamer Straße (Standort)                                                 | Reiterfigur (Pferdebändiger)                                                          | Bronze auf hohem Rundpfeiler, um 1936 nach Modell von Mathias Gasteiger; Ecke Frobenstraße | D-1-62-000-3778 | weitere Bilder                       |
| Martin-Empl-Ring 8 (Standort)                                                | Ehemaliges Bauernhaus                                                                 | zweigeschossiger, traufseitiger Satteldachbau, 19. Jahrhundert | D-1-62-000-4353 | weitere Bilder                       |
| Martin-Empl-Ring 14 (Standort)                                               | Ehemaliges Bauernhaus                                                                 | zweigeschossiger, giebelständiger Satteldachbau mit Putzgliederung und traufseitigem Eisenbalkon, 1898; Hausmadonna, wohl gleichzeitig | D-1-62-000-4354 | weitere Bilder                       |
| Martin-Empl-Ring 15 (Standort)                                               | Katholische Filialkirche St. Martin                                                   | Saalbau mit Satteldach und Fassadenturm mit oktogonalem Glockengeschoss und Spitzhelm, flachgedecktes Langhaus mit eingezogener Chorapsis, Langhaus im Kern romanisch, Turm 16. Jahrhundert, Umbau und Turmaufstockung 2. Hälfte 18. Jahrhundert, Umgestaltung im Inneren 1894 und nach Schäden im Zweiten Weltkrieg 1947; mit Ausstattung; Friedhofsummauerung, Backstein, wohl spätes 19. Jahrhundert                          | D-1-62-000-4355 | weitere Bilder                       |
| Olof-Palme-Straße 11; Konrad-Zuse-Platz 7; Werner-Eckert-Straße 1 (Standort) | Teile des ehemaligen Flughafens Riem                                                  | errichtet 1937–1939 nach Plänen des Architekten Ernst Sagebiel; repräsentativer Eingangsbau mit Empfangshalle (sogenannte Wappenhalle), kubischer Baukörper mit eng gereihter Befensterung im Obergeschoss und raumhohen Fenstern nach Süden zur Flugfeldseite, Jurakalkverkleidung; ursprünglich achtgeschossiger Tower, Eisenbeton, verputzt; Rest der Zuschauertribüne mit abschließender Kassenhalle, sämtlich aus Nagelfluh | D-1-62-000-7807 | Teile des ehemaligen Flughafens Riem |
| Riemer Straße 350 (Standort)                                                 | Hotel Prinzregent                                                                     | ehemaliger Gasthof Alter Wirt, langgestreckter zweigeschossiger Massivbau mit Halbwalmdach, 18./19. Jahrhundert | D-1-62-000-5842 | weitere Bilder                       |
| Stockerweg 9/11 (Standort)                                                   | Ehemaliges Bauernhaus                                                                 | zweigeschossige Einfirstanlage, traufseitiger Satteldachbau mit an der Eingangsseite vorkragender Traufe (Gred), 1. Hälfte 18. Jahrhundert; mit Muttergottes-Relief; ehemaliger Pferdestall, erdgeschossiger, traufseitiger Satteldachbau, 2. Hälfte 19. Jahrhundert | D-1-62-000-6706 | weitere Bilder                       |
| Stockerweg 15 (Standort)                                                     | Bauernhaus                                                                            | Wohnteil eines ehemaligen Einfirsthofes, zweigeschossiger, traufseitiger Satteldachbau, 19. Jahrhundert | D-1-62-000-6707 | weitere Bilder                       |